# 索爾查瓦

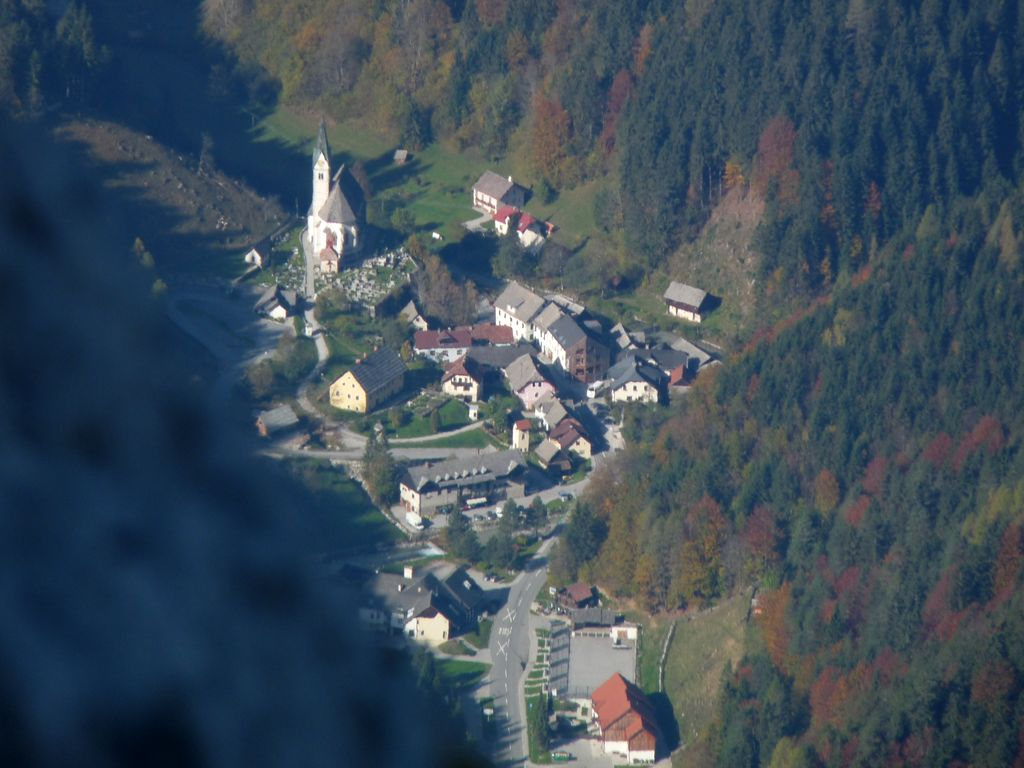
索尔查瓦

索尔查瓦是斯洛文尼亞北部索爾查瓦市鎮的村庄及行政中心。面積12.1平方公里，2013年人口208。海拔高度643.8公尺。

## 外部連結
- 维基共享资源上的相關多媒體資源：索爾查瓦
- Solčava on Geopedia （页面存档备份，存于）